# BSK Arkitekter

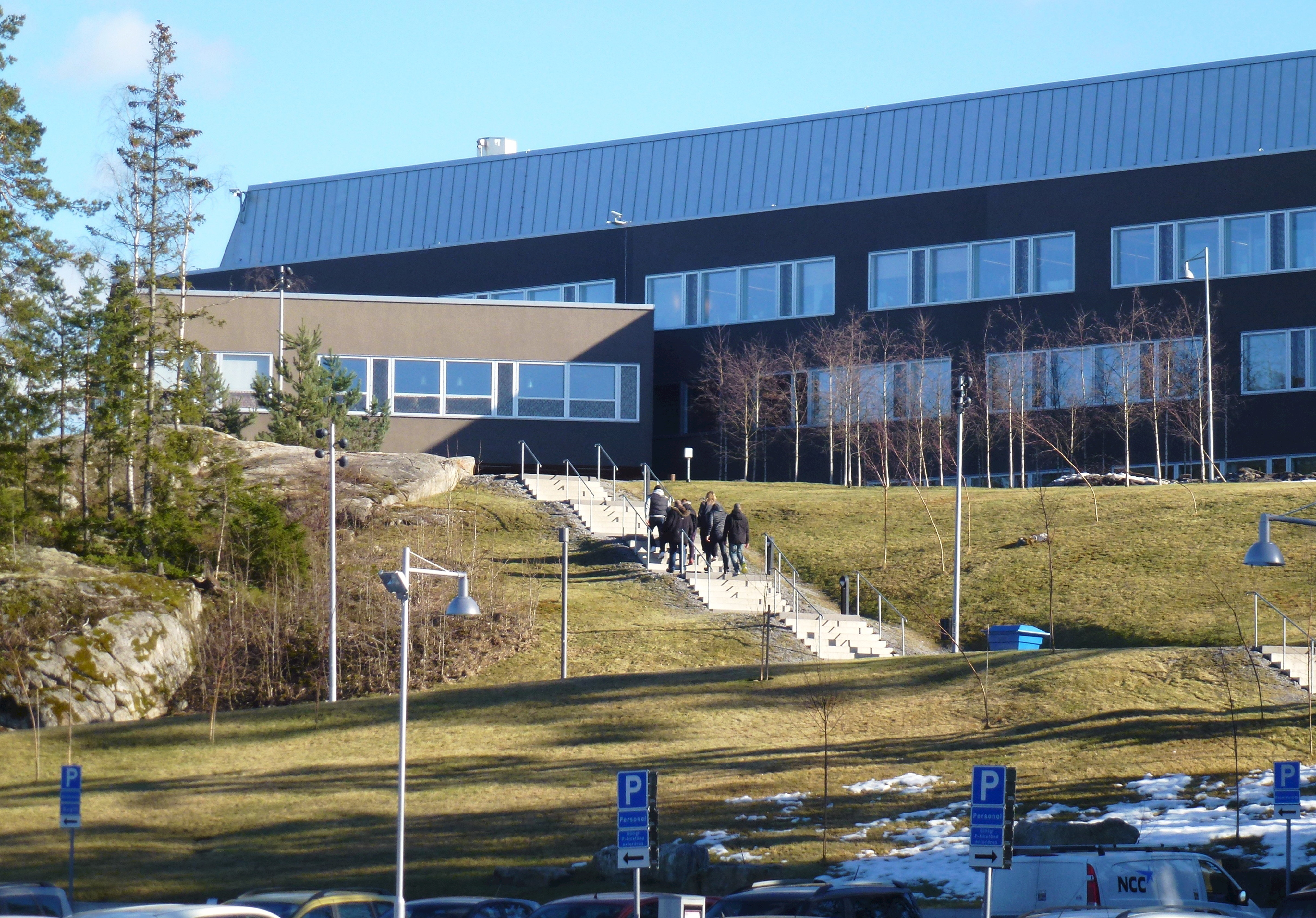
Vårdanläggningen Helix, 2015.

BSK Arkitekter är ett arkitektkontor med säte i Stockholm och Malmö.

## Historik
BSK Arkitekter grundades 1966 och ingår idag i Arcona som är en del av Veidekke. BSK har drygt 60 medarbetare. VD är arkitekt Stina Ljungkvist
BSK arbetar med utformning av städer, byggnader och inredning. Uppdragen är främst kontor, bostäder, högre utbildning, vårdbyggnader och stadsutveckling.

## Byggnader
Bland BSK Arkitekters arbeten finns Barkarbystaden (2018-pågående), Södertälje sjukhus (2018) som tilldelades andra plats i Årets miljöbyggnad 2017, RPC i Trelleborg (2016) som 2017 fick pris för både Årets bygge och Årets fasad, Stockholms universitet och KTH - Albano (2015-pågående), Centralstationen i Stockholm (2014), Helix i Huddinge kommun (2012) som 2013 tilldelades utmärkelsen Årets bygge och Södertälje stadshus (2008).

## Bildgalleri

Helix interiör.
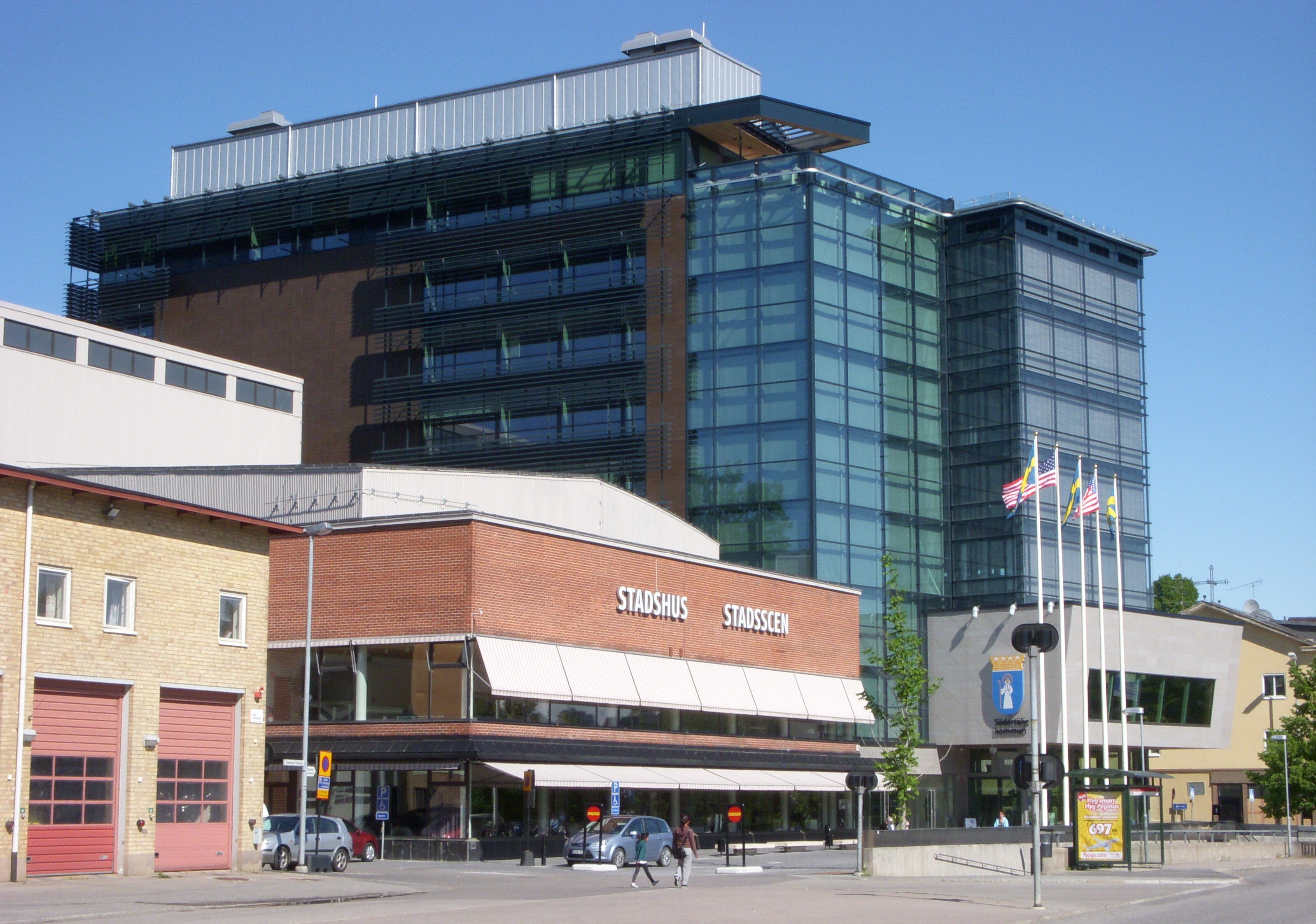
Södertälje stadshus
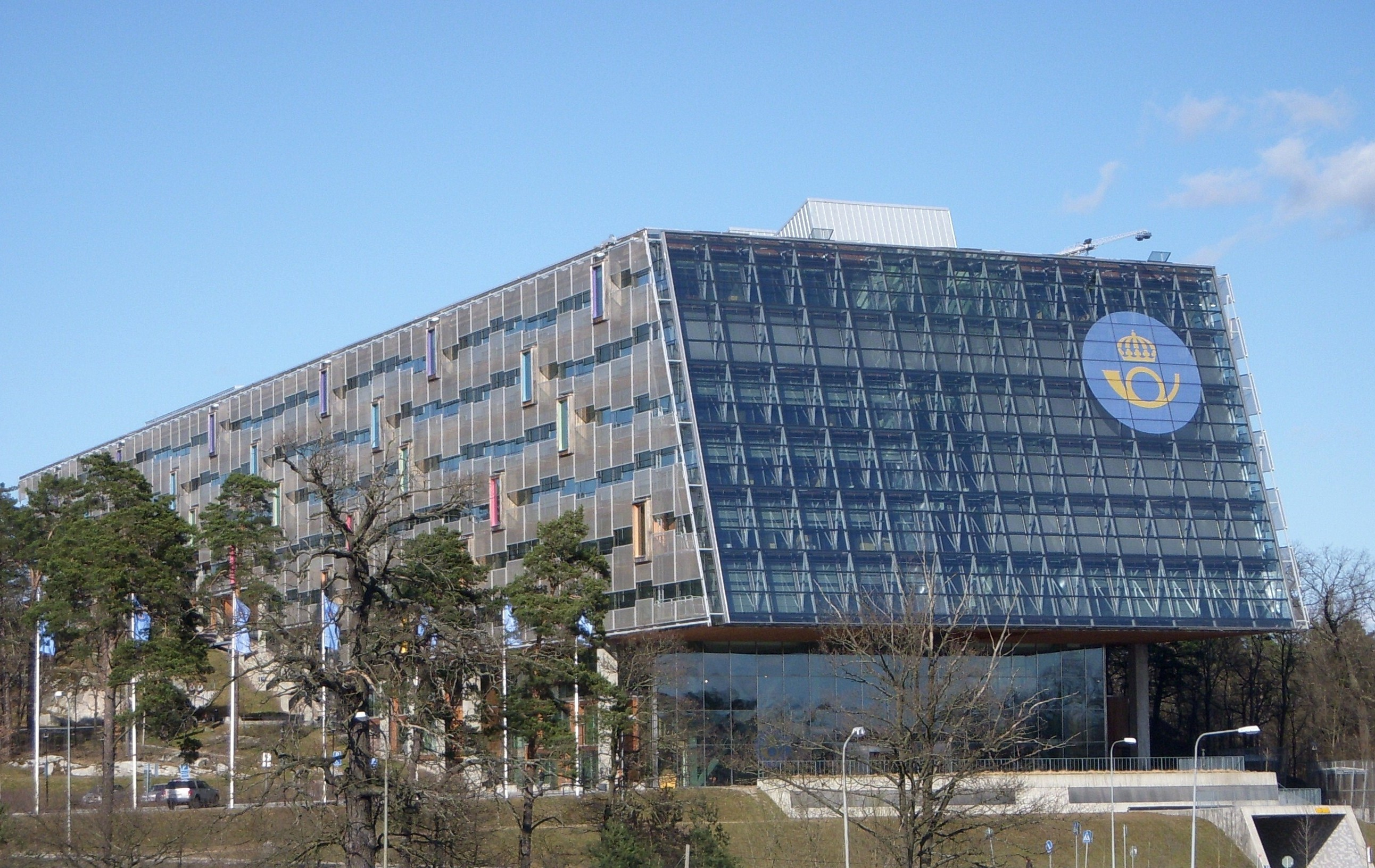
Arken
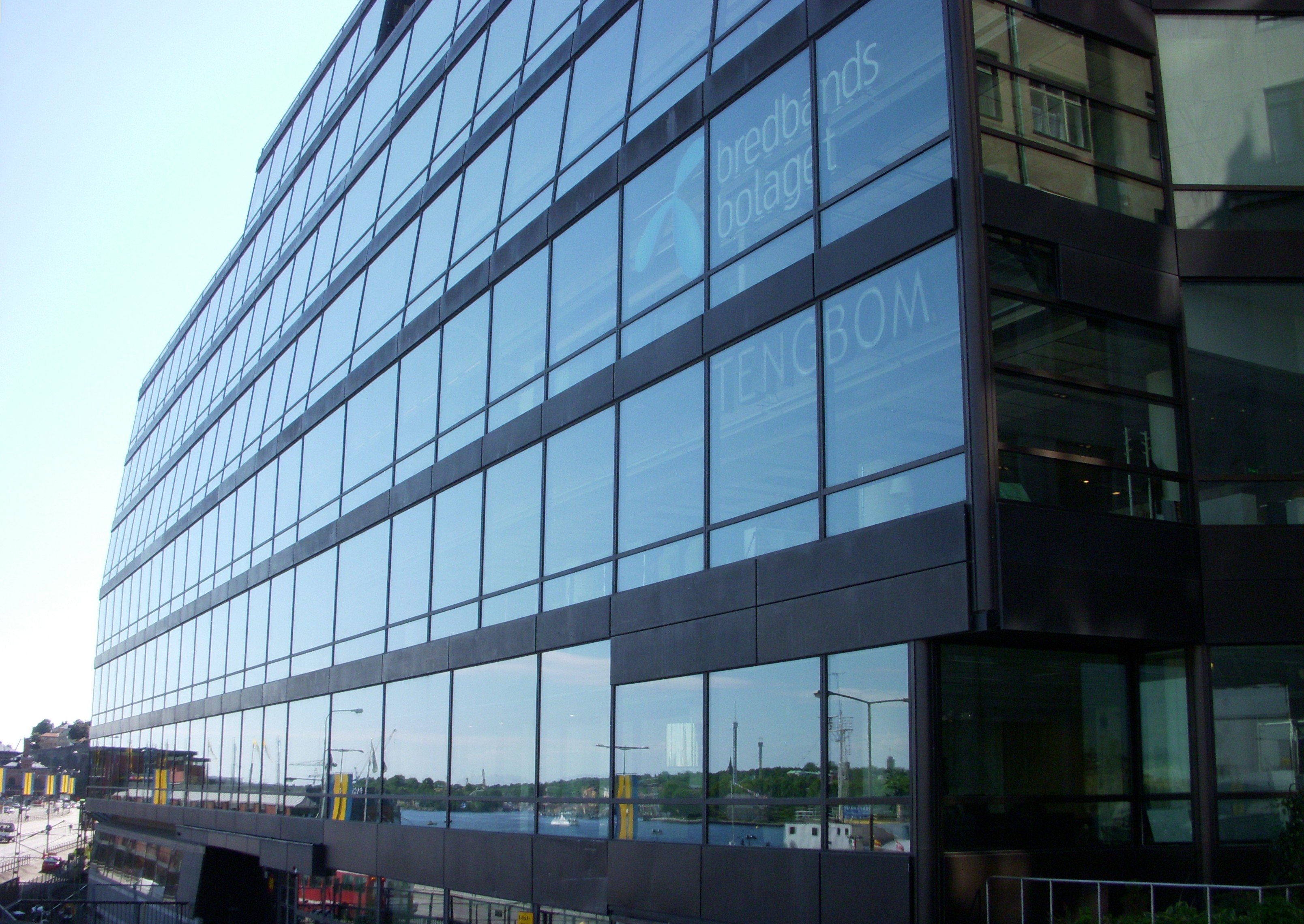
"Glashuset", ombyggnad